# Witpootneushoornvogel
De witpootneushoornvogel (Bycanistes albotibialis) is een neushoornvogel die voorkomt Midden- en West-Afrika. De witpootneushoornvogel werd ook wel beschouwd als ondersoort van de bruinoorneushoornvogel met de wetenschappelijke naam B. cylindricus albotibialis.

## Beschrijving
De witpootneushoornvogel is 76 cm lang en lijkt zowel op de grijsoorneushoornvogel als de bruinoorneushoornvogel. Hij is kleiner dan de grijsoorneushoornvogel. Kenmerkend is de witte staart met halverwegen een brede, zwarte, horizontale band. Verder is de onderbuik wit en de handpennen van de vleugel, rug, bovenkant vleugel, borst, hals en kop zijn zwart. De grote kromme snavel is vuilwit, met (bij het mannetje) een forse "hoorn" op de bovensnavel. De hoorn is neerwaarts gebogen, terwijl bij het mannetje van de bruinoorneushoornvogel de hoorn afgeknot is. De vogel heeft zwarte wangen en de "dijen" (tibia) zijn wit bevederd.

## Verspreiding en leefgebied
De bruinoorneushoornvogel komt voor in Angola, Benin, Kongogebied, Nigeria, Soedan en Oeganda. Het is een bosvogel die voorkomt in ongerept, tropische regenwoud. Het is een schaars voorkomende vogel met een groot verspreidingsareaal en staat daarom als "niet bedreigd" op de internationale rode lijst.